# Das Tagebuch der Anne Frank (2016)
Das Tagebuch der Anne Frank ist eine unter der Regie von Hans Steinbichler inszenierte deutsche Literaturverfilmung. Im Mittelpunkt steht das zu Weltruhm avancierte Tagebuch des von den Nationalsozialisten im KZ Bergen-Belsen ermordeten jüdischen Mädchens Anne Frank. Der Film, der sich auf ihre persönliche Entwicklung konzentriert, kam am 3. März 2016 in Deutschland und in Österreich in die Kinos. Premiere hatte er am 16. Februar im Rahmen einer Sondervorführung der 66. Berlinale gefeiert.

## Handlung
Zunächst lebt Anne Frank als fröhliches, lebhaftes Mädchen. Sie freut sich, dass sie im Sommer 1935 ihre Verwandten in Sils Maria besuchen kann. Doch die diskriminierenden Maßnahmen der Nationalsozialisten erschweren ihr das Leben in ihrer neuen Heimat Amsterdam zunehmend. Als Jüdin wird sie immer weiter ausgegrenzt. Zu ihrem 13. Geburtstag bekommt sie ein Tagebuch geschenkt, dem sie ab sofort ihre Gedanken in Form von Briefen an eine imaginäre Freundin anvertraut. Wenige Wochen später, am 6. Juli 1942, muss die Familie untertauchen, nachdem Annes ältere Schwester Margot eine Aufforderung zum „Arbeitsdienst“ erhalten hat.
Das Versteck im engen Hinterhaus muss sich Anne mit ihrer Familie und weiteren vier Juden teilen. Mit ihrer selbstbewussten Persönlichkeit fällt es ihr schwer, sich ruhig zu verhalten. Sie gerät immer wieder in Konflikte mit den Erwachsenen, insbesondere mit Frau von Daan und Fritz Pfeffer, weil sie sich zu Unrecht kritisiert und nicht ernst genommen fühlt. Später kommt es auch zum Streit mit ihrem Vater Otto, als sie offenbart, dass sie ihn, „Pim“, viel mehr liebt als ihre Mutter Edith.
Im Laufe der Zeit müssen die Versteckten immer wieder kritische Situationen überstehen. Während sie auf die Invasion der Alliierten warten, stehen sie bei Luftangriffen auf Amsterdam, z. B. am 25. Juli 1943, und bei Einbrüchen im Lager unterhalb des Verstecks große Ängste aus. Außerdem werden Arbeiter wie van Maaren skeptisch, als sie oberhalb ihres Arbeitsplatzes Geräusche hören.
Anne entwickelt nicht nur ihre Persönlichkeit, sondern interessiert sich auch für ihre körperliche Entwicklung als junge Frau. Sie baut zunehmend Vertrauen zu Peter van Daan auf und verliebt sich in den Jungen. Es kommt zum ersten Kuss und einigen Zärtlichkeiten. Otto sieht dies mit Sorge und bittet seine Tochter um Zurückhaltung.
Nachdem sich die Juden im Hinterhaus über die Nachrichten vom D-Day gefreut haben, werden sie doch noch entdeckt. Am 4. August 1944, 10 Uhr, kommt SS-Oberscharführer Karl Josef Silberbauer nach einem anonymen Hinweis mit vier Polizisten in die Prinsengracht und holt die acht Juden aus dem Versteck. Über Westerbork werden sie ins KZ Auschwitz deportiert. Außer Otto sterben alle Hinterhaus-Bewohner in verschiedenen Konzentrationslagern.

## Produktion und Hintergrund

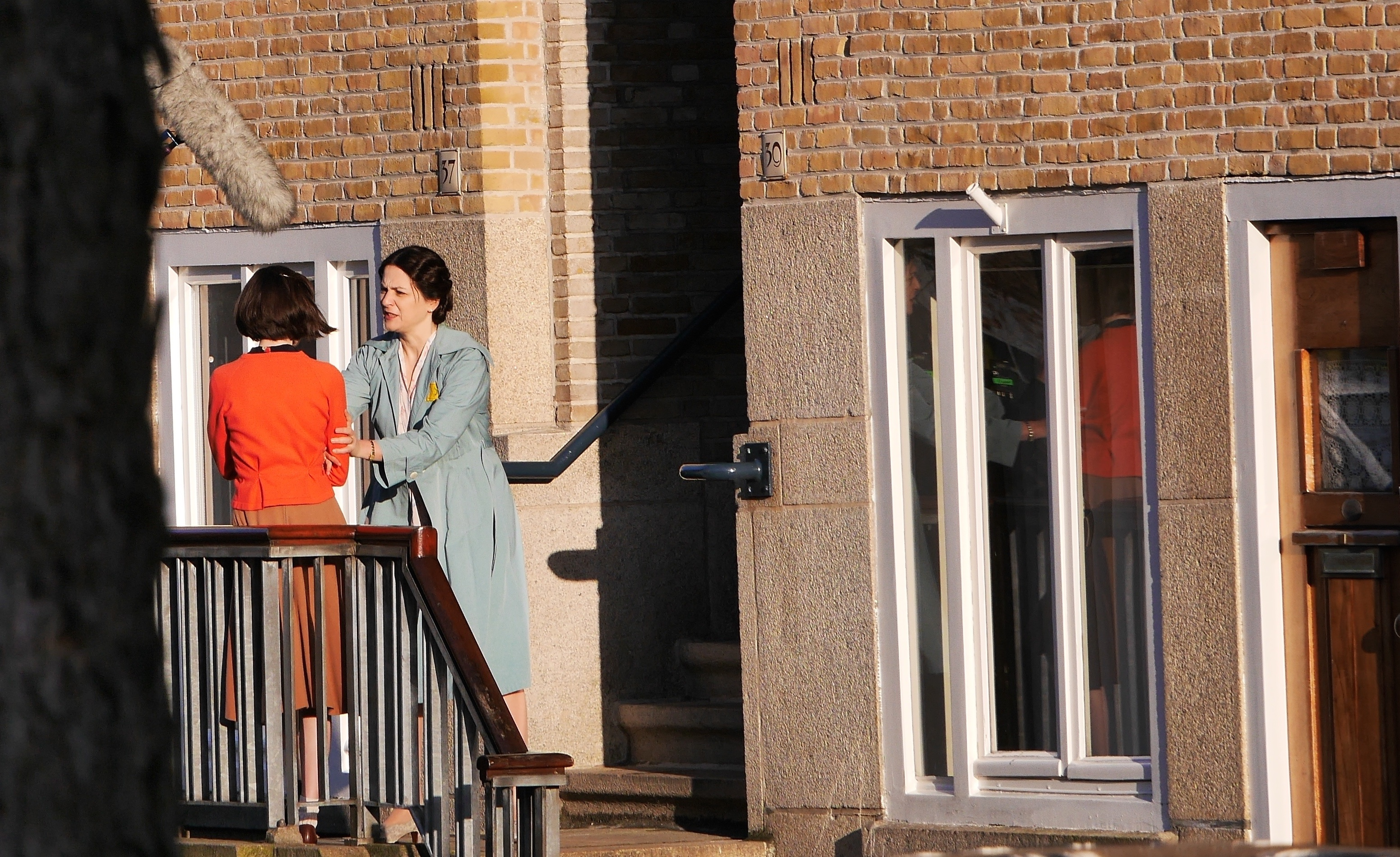
Dreharbeiten mit Lea van Acken und Martina Gedeck in Amsterdam

Die Dreharbeiten begannen am 26. Januar 2015 in den MMC-Studios in Köln. Weitere Aufnahmen fanden bis März 2015 in Bayern, Berlin und Brandenburg statt. Insgesamt gab es 43 Drehtage.
In Amsterdam wurden Szenen an Originalschauplätzen wie dem Merwedeplein gedreht, wo die Familie Frank wohnte, bevor sie ins Versteck ging. Die Außenaufnahmen, die im Film die Prinsengracht 263 zeigen, entstanden in der Leidsegracht, etwa einen Kilometer von der Prinsengracht entfernt. Das Anne-Frank-Haus konnte dafür nicht verwendet werden, weil es äußerlich seit den 1940er Jahren zu stark verändert wurde. An einigen Stellen des Films werden innerhalb einer Szene Aufnahmen von verschiedenen Drehorten kombiniert. Deutlich wird das beispielsweise bei der Szene des Einbruchs; die dafür verwendeten Aufnahmen entstanden im Kölner Studio (Hinterhaus), Kulmbach (Lager der Firma Opekta) und Amsterdam (Außenaufnahme auf der Straße).
Die Szenen, die im Konzentrationslager spielen, wurden im Gebäude einer ehemaligen Spinnerei in Mainleus gedreht. Die Urlaubsszene wurde in Sils-Maria gedreht; dabei ist im Hintergrund die originale Villa Laret zu sehen, die damals Anne Franks Tante Olga Spitzer gehörte. Die Strandszene entstand auf Norderney, wobei kühle Temperaturen die Arbeit erschwerten.
Die Mitglieder der Familie van Pels werden im Film als Hans, Petronella und Peter van Daan bezeichnet. Damit übernimmt der Film die Namen, die sich Anne Frank als Pseudonyme für ihr Tagebuch ausdachte.
Die Produzenten Michael Souvignier und Walid Nakschbandi erwarben die weltweiten exklusiven Rechte für Verfilmungen des Tagebuchs. Sie produzierten den Film in Koproduktion mit Universal Pictures. Unterstützt wurden die Dreharbeiten vom Anne Frank-Fonds in Basel, der das Erbe des jüdischen Mädchens verwaltet. Dadurch konnten die Produzenten auf ein umfangreiches Archiv und Recherchematerial zurückgreifen. Die Film- und Medienstiftung NRW förderte den Film mit 1,2 Millionen Euro. Nakschbandi hatte zuvor bereits das Doku-Drama Meine Tochter Anne Frank fürs Fernsehen produziert. Diese Produktion ermöglichte ihm den Kinofilm, dessen Finanzierung zuvor abgelehnt worden war. Seine Firma AVE gehört wie der S. Fischer Verlag, in dem das Tagebuch und einige andere Bücher über Anne Frank erschienen, zur Verlagsgruppe Georg von Holtzbrinck.
Der Regisseur Hans Steinbichler möchte mit dieser Verfilmung die junge Generation ansprechen. Nach eigener Aussage wollte er die Geschichte „aus der subjektiven und somit authentischen Erfahrung eines frechen, ungemein klugen Mädchens in der Pubertät erzählen, das unter aberwitzigen Bedingungen aufwachsen muss.“ Zwei Dinge seien ihm wichtig gewesen: „Erstens die totale Subjektivierung und zweitens, das Tagebuch in ein Sprechen umzumünzen.“ Dies erreicht er, indem er sich auf die Szenen konzentriert, in denen sich Anne Franks persönliche Entwicklung zeigt. Gedanken aus dem Tagebuch werden wörtlich zitiert und die Protagonistin blickt den Betrachter oft direkt an.
Die Hauptdarstellerin Lea van Acken bereitete sich auf ihre Rolle vor, indem sie fiktive Briefe an Anne Frank schrieb. Für die Schlussszene im KZ ließ sich die Schauspielerin für eine authentische Darstellung ihre Haare abrasieren.
Den Film sahen ca. 432.000 Kinobesucher in Deutschland.

## Kritik
Der Film wurde durchschnittlich bis gut aufgenommen. So erhielt der auf IMDb ein Rating von 6,7 von 10. Von der Deutschen Film- und Medienbewertung erhielt der Film das Prädikat „Besonders wertvoll“.
Peter von Becker lobte in einer Rezension im Tagesspiegel die Hauptdarstellerin Lea van Acken, denn diese „verkörpert das frühreif erwachte, im Übergang vom Kind zur jungen Frau im Versteck zum Unterdrücken aller Lebenssehnsüchte gezwungene Mädchen: schmallippig schnippisch, rührend verträumt, dann wieder ohne Selbstmitleid von Zärtlichkeit und Überlebenswut erfasst.“ Zugleich vermisst er einen ausführlichen Hintergrund: „Der Preis dieser Nahaufnahme ist freilich auch die Verengung des Films. Der Ikone fehlt der Rahmen, der Hintergrund.“
Jochen Kürten von der Deutschen Welle vergleicht den Film mit Steinbichlers selbst formulierten Ansprüchen und betrachtet die Umsetzung als gelungen. Am Ende seiner Rezension betont er den aktuellen Bezug, der für junge Zuschauer wertvoll sei: „Obwohl sich [der Film] strikt an die historischen Ereignisse hält, lässt er doch auch Raum für Gedankenspiele der Zuschauer“. Bernd Dörries bezieht sich ebenfalls auf Steinbichlers Ziel, Anne Frank als Person darzustellen, und schreibt in der Süddeutschen Zeitung: „Es wird nichts überhöht, es werden keine Denkmäler gebaut oder Botschaften versendet. Es ist, wie es ist, wie es war – und stärker kann es auch nicht werden. Näher als durch den Film kommt man Anne Frank nur beim Lesen ihres Buches.“
Im Indiewire-Blog The Playlist betont Jessica Kiang den grundsätzlichen Unterschied zwischen Tagebuch und Film: „Ein Tagebuch ist ein Werk in der ersten Person, während ein Film die Perspektive der dritten Person bevorzugt, wenn auch partiell. […] Ihr Tagebuch lässt uns an Anne als Person denken; es schmerzt, undefinierbar, sie als Handlung zu sehen.“ Sie fragt sich außerdem, welchen Zweck der Film erfüllt und kommt zu dem Fazit: „Als außergewöhnliches Allerweltsmädchen sollte niemand Anne Frank gefangen im Bernstein eines historischen Biopic antreffen, wenn sie auf der Seite, in ihrer eigenen Hand, so völlig frei war.“
Bettina Steiner von Die Presse sieht die größte Stärke des Films in der Darstellung des Alltags, denn darin liege „ja der allergrößte Horror, gerade dann, wenn wir unser eigenes Leben wiedererkennen“. Zugleich kritisiert sie, dass der Film nicht mit der Verhaftung endet. Das Tagebuch sei trotz des Wissens um das tragische Ende „ein Dokument der Hoffnung, geschrieben für die Zeit danach. Stattdessen setzt der Film – durchaus unangemessen – opulent in Szene, wie den Mädchen im KZ die Haare geschoren werden.“
Sehr negativ beurteilt Matthias Dell von Spiegel Online den Film. Dieser „langweilt sich selbst an seinem Stoff. Er zappt unentschieden hin und her“. Dell kritisiert die hellen Farben und die „manipulative Moll-Musik“. Er kommt zum Fazit: „Das Gute an der drögen Zeitgeschichtsverwaltung durch den deutschen Film ist allerdings, dass man solche Merkwürdigkeiten immer mit Unfähigkeit entschuldigen kann.“ Andreas Kilb wirft Steinbichler bei der FAZ eine verpasste Chance vor. Der Regisseur „müsste die Form des Tagebuchs filmisch ernst nehmen und alle anderen Personen, die außer Anne Frank darin vorkommen […] als das zeigen, was sie für die Tagebuchschreiberin sind: Gestalten ihrer Vorstellungskraft. Sie müsste die Einsamkeit und Sehnsucht Anne Franks in einsame, sehnsüchtige Bilder übersetzen. Stattdessen hat Steinbichler, getrieben von seinen Produzenten und […] Fred Breinersdorfer, einen Ensemble- und Ausstattungsfilm gedreht.“

## Veröffentlichung auf DVD und Blu-ray
Am 15. September 2016 wurde der Film auf DVD und Blu-ray veröffentlicht. Die DVD enthält als Bonusmaterial einen Audiokommentar des Regisseurs, einen Blick hinter die Kulissen, Beiträge zur dargestellten Geschichte und zur Filmpremiere in Berlin sowie Teaser und Trailer.